# Ides
Pour les articles homonymes, voir Ide.

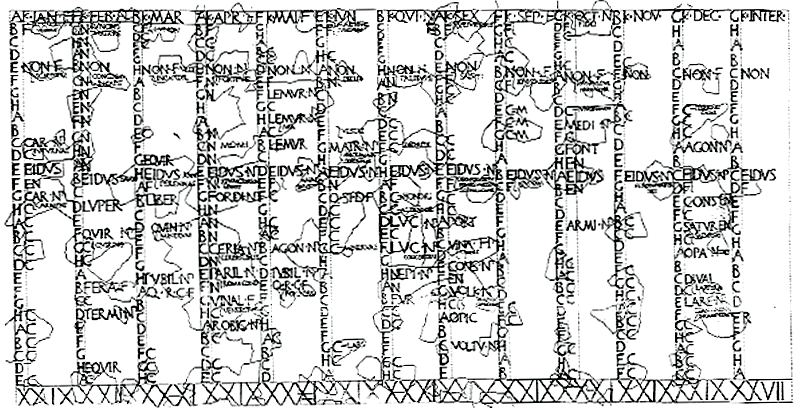
Calendrier romain retrouvé à Antium et daté d'environ -60. Les ides de chaque mois sont notées « EIDVS ».

Les ides sont, dans le calendrier romain, un jour de référence se produisant le 13 ou le 15 de chaque mois.

## Étymologie
Le terme est appelé en latin īdus (uniquement féminin pluriel). Il pourrait provenir du verbe iduare, « diviser », évoquant la position des Ides en milieu de mois. L'écrivain romain Varron le fait venir de l'étrusque itus ou du sabin idus, qui signifient « division ».

## Caractéristiques
Les ides sont situées à peu près à la moitié des mois du calendrier romain, leur date variant suivant les mois :
- le 15e jour lors des mois pleins, comportant 31 jours (Martius, Maius, Quintilis et October) ;
- le 13e jour les autres mois : les mois caves de moins de 31 jours (Ianuarius, Februarius, Aprilis, Iunius, Sextilis, September, November et December) et l'éventuel mois intercalaire Mercedonius.

Les nones sont le 8e jour précédant les ides et se produisent le 5e ou le 7e jour des mois. Du fait de leur écart, les ides et les nones d'un même mois portent la même lettre nundinale, marquant leur place dans la semaine romaine.
Le jour précédant les ides est noté pridie idus (abrégé en Prid. Id.). Les autres jours suivant les nones et précédant les ides sont notés à l'aide d'un numéro, en comptant à rebours à partir des ides (ce jour de référence étant lui-même inclus dans le décompte). La date du lendemain des nones est ainsi notée ante diem octavum idus (abrégé en a.d. VIII Id.), signifiant « lors du huitième jour avant les ides » ; celle du jour précédant pridie idus est ante diem tertium idus (abrégé en a.d. III Id.), « lors du troisième jour précédant les ides ». Le jour suivant les ides est noté d'une façon similaire, à rebours des calendes du mois suivant (son numéro dépendant du nombre de jours dans le mois).

## Historique
Il est possible qu'au début du calendrier romain les ides correspondent à la pleine lune. Cette correspondance aurait cessé à cause des réformes successives du calendrier.
Jules César est assassiné aux Ides de mars (c'est-à-dire le 15 mars) de l'an 44 av. J.-C., au début de la réunion du Sénat dans la curie de Pompée sur le Champ de Mars.